# Marcello Spatafora
Marcello Spatafora (Innsbruck, 30 luglio 1941) è un diplomatico italiano.
Ha ricoperto per cinque volte la funzione di Ambasciatore d'Italia in Malaysia, a Malta, in Australia, in Albania e all'ONU-New York.

## Biografia
Si è laureato in giurisprudenza presso l'Università di Pisa nel 1962 e diplomato presso il Collegio medico-giuridico (attuale Scuola Superiore Sant'Anna).
Il suo primo incarico diplomatico all'estero è stato di Vice Console a Parigi dal 1968 al 1970, successivamente Primo Segretario a Belgrado dal 1970 al 1973 e Consigliere a Beirut dal 1973 al 1977.
È stato ambasciatore italiano in Malaysia dal 1980 al 1986 (come Incaricato d'affari), a Malta dal 1986 al 1989, in Australia dal 1993 al 1997 e in Albania dal 1997 al 1999.
Dal 2000 al 2003 è stato direttore generale per gli affari economici al Ministero degli affari esteri.
L'ultimo incarico della sua carriera è stato quello di Rappresentante Permanente d'Italia presso le Nazioni Unite a New York dal 2003 al 2008. In questa veste, nel mese di dicembre 2007 è stato Presidente del Consiglio di sicurezza delle Nazioni Unite. Durante il suo mandato fu l'ideatore e lanciò il movimento Uniting for consensus volto a promuovere una riforma del Consiglio di sicurezza delle Nazioni Unite.
Ha cessato di far parte della carriera diplomatica per raggiunti limiti di età il 1 agosto 2008.